# 彼得·恰亚内克
彼得·恰亚内克（捷克語：Petr Čajánek，1975年8月18日—），捷克男子冰球运动员。他曾代表捷克国家队参加2002年、2006年和2010年冬季奥林匹克运动会冰球比赛，其中2006年冬季奥运会获得一枚铜牌。